# Крутэшор
Крутэшор (устар. Круто-Шор) — река в России, протекает по Республике Коми. Устье реки находится в 43 км по правому берегу реки Маджа. Длина реки составляет 11 км.

## Данные водного реестра
По данным государственного водного реестра России относится к Двинско-Печорскому бассейновому округу, водохозяйственный участок реки — Вычегда от истока до города Сыктывкар, речной подбассейн реки — Вычегда. Речной бассейн реки — Северная Двина.
Код объекта в государственном водном реестре — 03020200112103000018433.